# 傑洛·馬克
傑洛·馬克（英語：Gerard Mach，1926年9月16日—2015年9月22日）是一名波蘭籍短跑運動員，曾參加1952年夏季奧林匹克運動會男子200公尺與400公尺比賽項目。1972年到加拿大擔任專業教練，他建立的訓練系統馬克操成為許多短跑訓練課程的基礎。